# هارولد ستراشان
روبرت هارولد لوندي «جوك» ستراشان (1 ديسمبر 1925 – 7 فبراير 2020) كان كاتبًا أبيض من جنوب أفريقيا وناشطًا مناهضًا للفصل العنصري. خدم في القوات الجوية لجنوب أفريقيا خلال الحرب العالمية الثانية، وتدرب كفنان، ثم أصبح أول خبير متفجرات في منظمة أومخونتو وي سويزي. سُجن بتهمة التخريب، وبعد الإفراج عنه قضى عقوبة أخرى بسبب حديثه مع صحفي عن سوء أوضاع السجون. كتب كتابين شبه سيريين، وأكمل ماراثون الرفاق مرتين، وفاز بميدالية مرة واحدة. تزوج مرتين وأنجب ثلاثة أطفال.

## نشأته، الفن والركض
وُلد هارولد ستراشان في بريتوريا في 1 ديسمبر 1925. كان والده عامل معادن في أحواض بناء السفن في كلايد هاجر من اسكتلندا إلى جنوب أفريقيا في عام 1902، بينما كانت والدته معلمة تنتمي إلى عائلة أفريكانية. عندما كان هارولد في الثالثة من عمره، تركت والدته والده من أجل اسكتلندي آخر يُدعى جيمي براون. توفي براون في عام 1931 متأثرًا بتسمم غازي أصيب به خلال الحرب العالمية الأولى، وانتقلت والدته مع هارولد وأختيه إلى بيترماريتسبورغ في إقليم ناتال. التحق بمدرسة ميرشستون الإعدادية ثم بكلية ماريتسبورغ، حيث بدأ في بناء وعيه السياسي.
انضم ستراشان إلى القوات الجوية لجنوب أفريقيا مباشرة بعد المدرسة، وخدم طيارًا في نهاية الحرب العالمية الثانية برتبة ملازم. تلقى تدريبه على طائرة تايجر موث، وخضع لتدريب متقدم على طائرة إيرسبيد أوكسفورد. بين عامي 1946 و1949، درس للحصول على درجة الفنون الجميلة في كلية جامعة ناتال في بيترماريتسبورغ. في عام 1948، أدخل الحزب الوطني الحاكم نظام الفصل العنصري، وهو نظام فصل وتمييز عنصري مؤسسي ضد الأغلبية السوداء. في عام 1949، أكمل ستراشان ماراثون الرفاق، وهو ماراثون فائق يمتد لمسافة 89 كيلومترًا (55 ميلًا) بين بيترماريتسبورغ ودربان. خلال الفترة التي تلت مغادرته القوات الجوية، كان يستمتع، بصفته احتياطيًا، بقضاء شهر كل عام في قيادة طائرة هارفارد للحفاظ على مهاراته.

## نشاطه، التخريب والسجن
نشأت معارضة ستراشان للفصل العنصري من أخلاقياته الشخصية، لا من أيديولوجيا بعينها. أسس في عام 1954 الحزب الليبرالي لجنوب أفريقيا إلى جانب آلان باتون وبيتر براون، ثم انضم في عام 1957 إلى مؤتمر الديمقراطيين. في عام 1959، تزوج ماجي فون لير، التي كانت طالبة لديه سابقًا. في عام 1960، خلال الاحتجاجات التي أعقبت مذبحة شاربفيل، وقف مع ماجي بين الشرطة المسلحة والمتظاهرين السود، محاولين منع الشرطة من إطلاق النار. صدر بحقهما أمر بالقبض، ففرّا إلى سوازيلاند. بعد مضي ثلاثة أشهر، عادا إلى جنوب أفريقيا، حيث استخدم هارولد اسم روبرت «جوك» لوندي، واستقرا في بورت إليزابيث. عمل هارولد هناك مع جوفان مبكي، وساعده في إنتاج وتوزيع النشرة الإخبارية «إزوي لومزي» («صوت الشعب»). في عام 1961، انضم إلى الحزب الشيوعي الجنوب أفريقي المحظور، وتولى تحرير صحيفته «العصر الجديد». استجاب لطلب مبكي بابتكار عبوات ناسفة لصالح منظمة أومخونتو وي سويزي التي تأسست حديثًا، وبدأ تجاربه باستخدام مواد مثل حمض النتريك، وبرمنغنات البوتاسيوم، والمغنيسيوم، والغليسرول، وسكر التزيين.
...كان هذا عملنا – الأجهزة والمتفجرات. قلت: بحق الله، لماذا أنا؟ فأجابوا: حسنًا، لقد كنت طيار قاذفة قنابل في الحرب، فلا بد أنك تعرف كيفية صنع القنابل. فقلت: بحق المسيح، يا جوفان، لم نصنع قنابلنا بأنفسنا. قالوا: لكنك تعرف عن هذه الأمور. قلت: لا، القنابل كانت تُصنع في مصانع اللعنة، ولا علم لي بذلك. فقال لي: على أي حال، عُيّنت في هذه المهمة. في الواقع، أنجزنا عملًا جيدًا.

— ستراشان، نقلًا عن زوي مولفر
كان ستراشان، أول خبير متفجرات في منظمة «أم كيه»، قد صمّم جهازًا حارقًا بسيطًا يعتمد على البنزين، يعمل عبر ترشيح الجليسرول خلال رمل الشاطئ إلى برمنغنات البوتاسيوم. لاحقًا، أجرى أبحاثًا وابتكر عبوة ناسفة تعتمد على نوع من الأمونال، مستلهمًا فكرته من قراءته لروبرت غريفز. درّب ستراشان عملاء آخرين، الذين نقلوا هذه الخبرة عبر نظام خلايا سرّي. كانت قنابله المصنوعة يدويًا تُزرع في مواقع حيوية للبنية التحتية، مثل محطات الكهرباء وخطوط السكك الحديدية. وبحسب المعلومات المتوفرة، لم تُسفر هذه الهجمات عن أي وفيات.
ألقي القبض على ستراشان عندما زرع أحد المتدربين لديه جهازًا حارقًا غير مُعدّ بشكل صحيح في محكمة الصلح في باتروورث. لم ينفجر الجهاز، فاكتُشف، وتعرّفت السلطات على العميل عبر أدلة البصمات. تحت التعذيب الذي مارسته الشرطة، كشف العميل عن عنوان ستراشان. اعتقلت الشرطة ستراشان تحت تهديد السلاح، وأحالته إلى المحاكمة بموجب قانون المتفجرات. في 8 مايو 1962، أُدين بتهمة التخريب، وصدر بحقه حكم بالسجن ست سنوات، مع وقف تنفيذ ثلاث منها.
أمضى ثلاثة عشر شهرًا من عقوبته في الحبس الانفرادي بسجن بريتوريا المركزي، حيث خُلعت أسنانه. قضى وقته في العزل وهو يتخيل تصنيع طائرة «تايغر موث» ويُعدّ عرضًا بهلوانيًا لها. عندما ذُكر اسم ستراشان كمشارك في محاكمة ريفونيا بين عامي 1963 و1964، رفض الإدلاء بشهادته ضد مبكي ودينيس غولدبرغ، رغم تهديده بالإعدام شنقًا. حُكم على معظم المتهمين في ريفونيا، ومنهم نيلسون مانديلا، بالسجن المؤبد بعد تشديد القوانين عقب محاكمة ستراشان. في 31 مارس 1965، خضع ستراشان لمحاكمة أخرى بتهمة تنفيذ هجمات بالقنابل، لكنه بُرئ من جميع التهم. أُطلق سراحه في مايو.
بعد الإفراج عنه، قدّم ستراشان رواية عن حياته في السجن للصحفي بنيامين بوغراند، الذي استخدمها لكتابة مقال ينتقد الأوضاع التي كان يُحتجز فيها السجناء، بما في ذلك الاعتداءات المتكررة وسوء الظروف الصحية. عندما نُشر المقال في صحيفة «راند ديلي ميل» في أواخر يونيو وأوائل يوليو 1965، فعّلت الحكومة قانون السجون. في القضية القضائية اللاحقة، قدّم زميل لستراشان في عمليات التخريب شهادة تناقض مزاعمه.
في مايو 1966، صدر بحق ستراشان حكم بالسجن لمدة سنتين ونصف. خُفضت العقوبة إلى سنة ونصف بعد الاستئناف، ثم إلى سنة واحدة بموجب عفو. خلال فترة سجنه الثانية، مُنع من القراءة أو الدراسة؛ لكنه ساعد في رفع معنويات السجناء السياسيين الآخرين عبر تصميم الديكورات والأزياء لعروض مسرحية هاوية. أدّت قضية ستراشان والضجة الإعلامية المصاحبة لها إلى جعل وسائل الإعلام في جنوب أفريقيا أكثر حذرًا في نشر أي انتقاد لأي جهة حكومية، وساهمت على المدى البعيد في بدء عملية إصلاح السجون، مما أفاد الجيل التالي من السجناء السياسيين مثل مانديلا.
بعد الإفراج عنه للمرة الثانية، مُنع ستراشان من حضور التجمعات العامة حتى عام 1975 بموجب قانون قمع الشيوعية لعام 1950، ووُضع قيد الإقامة الجبرية خلال السنوات الخمس الأخيرة من تلك الفترة. في عامي 1968 و1972، تقدّم بطلب للمشاركة في ماراثون «الكومرادز»، لكن قاضي الصلح الأعلى رفض منحه الإذن في كلتا المرتين. في عامي 1978 و1979، أطلق مجهولون النار على منزله، مما اضطره إلى تحصين أجزاء منه باستخدام ألواح فولاذية وكتل خرسانية. تسبب الضغط الناتج عن السجن، ومنعه من النشاط، والهجمات على منزله، في نشوء مشاكل عائلية.
ذكر بن توروك في مذكراته أنه خلال إضرابات ديربان عام 1973، حوّل أموالًا عبر ستراشان لدعم النقابات العمالية دون إذن من الحزب الشيوعي الجنوب أفريقي، وأن ستراشان طُرد من الحزب لرفضه الكشف عن هوية وسيطه. كان ستراشان من النادرين بين النشطاء البيض الذين لم يغادروا جنوب أفريقيا إلى المنفى بعد الإفراج عنهم، بل بقي هناك. عبّر عن امتنانه لدعم زوجته له طَوال العقود التي لم يكن فيها قادرًا على العمل. رزق ستراشان بابنة تُدعى سوزي، وابن يُدعى جو، وانفصل عن زوجته في منتصف التسعينيات. لاحقًا، أصبحت ماجي ستراشان فنانة محلية معروفة. لهارولد ستراشان طفل ثالث في فرنسا لم يلتقِ به قط.